# Thomas Agar-Robartes (6e vicomte Clifden)
Pour les articles homonymes, voir Famille Agar (Angleterre).
Thomas Charles Agar-Robartes, 6e vicomte Clifden (1er janvier 1844 - 19 juillet 1930) est un homme politique et pair britannique.

## Biographie

### Vie privée
Il est fils de Thomas Agar-Robartes, 1er baron Robartes, et de Juliana Pole-Carew, fille de Reginald Pole-Carew, de East Antony, Cornouailles. 
Il fait ses études à Harrow School et à Christ Church (Oxford) et est appelé au barreau du Middle Temple en 1870.

### Vie publique
À la mort de son père en 1882, il hérite du domaine de Lanhydrock en Cornouailles et fait reconstruire la maison à la suite d'un incendie en 1881 qui a tué sa mère. Lui et sa famille y vivent à partir de 1885.

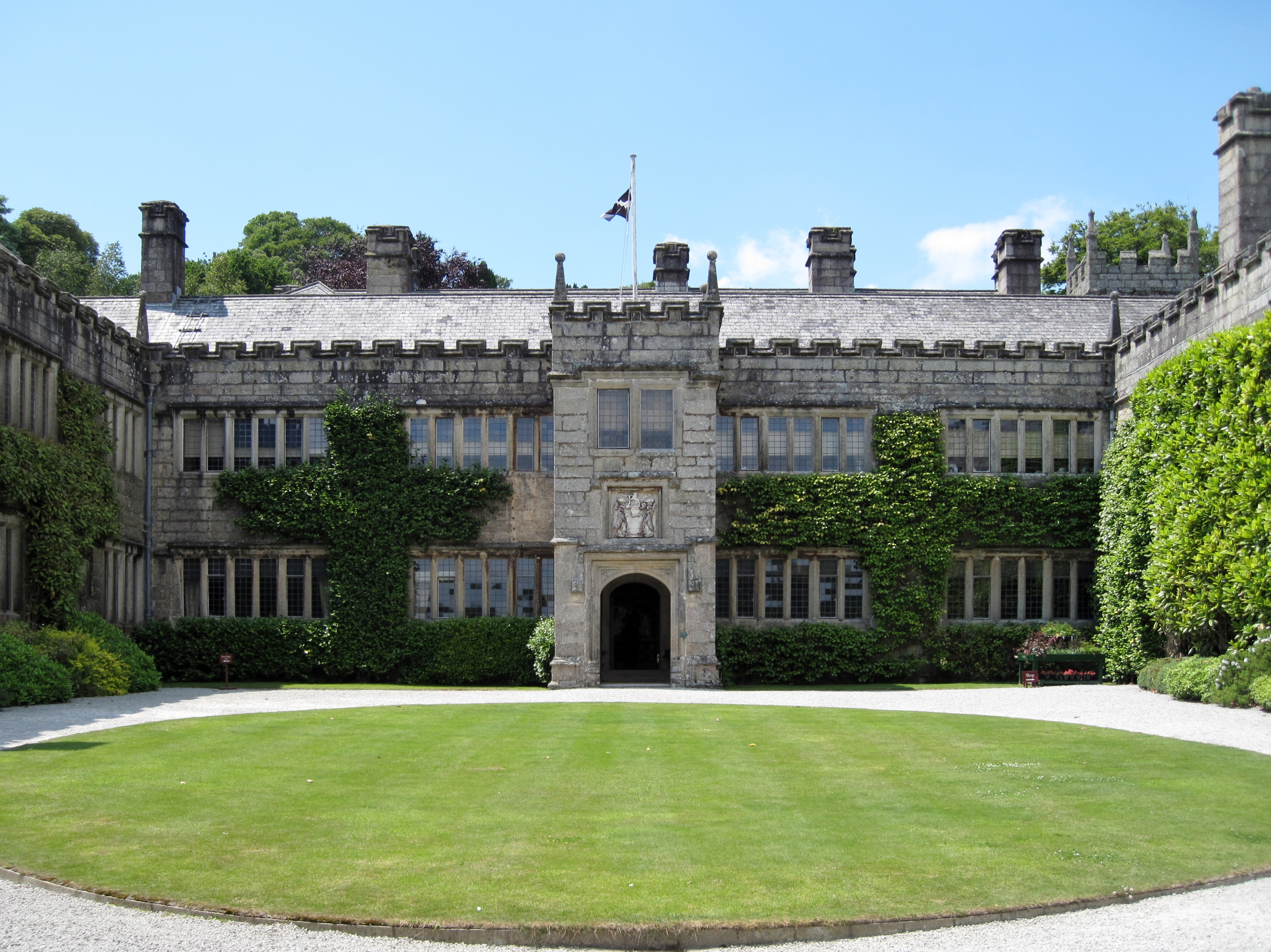
Lanhydrock House

En 1880, Agar-Robartes est élu au Parlement comme l'un des deux représentants de Cornwall-Est, siège qu'il occupe jusqu'en 1882, lorsqu'il succède à son père dans la baronnie et entre à la Chambre des lords,. Le 10 septembre 1899, il succède également à son parent comme sixième vicomte Clifden.
En 1891, en tant que président de la Banque Agar-Robartes, il reprend la propriété de Wimpole Hall dans le Cambridgeshire de Charles Yorke, 5e comte de Hardwicke en paiement de ses dettes. Après quelques années, il est loué. Il est Lord Lieutenant du Cambridgeshire de 1906 à 1915.

## Famille
Il épouse, le 24 avril 1878, Mary Dickenson (1836-1914), fille de Francis Henry Dickenson et de Caroline Carey. Ils ont dix enfants.
- Mary Vere Agar-Robartes (12 avril 1879 - 9 avril 1946) épouse Reginald John Yarde-Buller (12 juillet 1864 - 13 juin 1950), sans descendance ;
- Thomas Agar-Robartes (22 mai 1880 - 30 septembre 1915), célibataire, sans enfants ;
- Julia Caroline Everilda Agar-Robartes (22 mai 1880 - 23 février 1969), célibataire, sans enfants ;
- Francis Agar-Robartes, 7e vicomte Clifden (14 avril 1883 - 15 juillet 1966), célibataire, sans enfants ;
- John Radnor Agar-Robartes (8 juillet 1884 - 27 décembre 1885), célibataire, sans enfants ;
- Arthur Agar-Robartes, 8e vicomte Clifden (9 juin 1887 - 22 décembre 1974) épouse (1901 - 31 décembre 1956)
- Edith Violet Kathleen Agar-Robartes (21 novembre 1888 - 1965), célibataire, sans enfants ;
- Constance Agar-Robartes (13 mars 1890 - 11 février 1936), célibataire, sans enfants ;
- Cecil Edward Agar-Robartes (24 avril 1892 - 26 février 1939), célibataire, sans enfants ;
- Alexander George Agar-Robartes (mars 1895 - 16 février 1930), célibataire, sans enfants[1].

## Distinctions

### Décorations britanniques
- Médaille du jubilé d'or de Victoria (21 juin 1887)
- Médaille du jubilé de diamant de Victoria (20 juin 1897)
- Médaille du couronnement du roi Édouard VII (26 juin 1902)
- Médaille du couronnement du roi George V (30 juin 1911)